# Mark Stone
Mark Stone (ur. 13 maja 1992 w Winnipeg) – kanadyjski hokeista grający na pozycji napastnika (lewego skrzydłowego), reprezentant kraju. Jeden z najlepszych dwukierunkowych napastników w lidze NHL.

## Kariera

### Brandon Wheat Kings

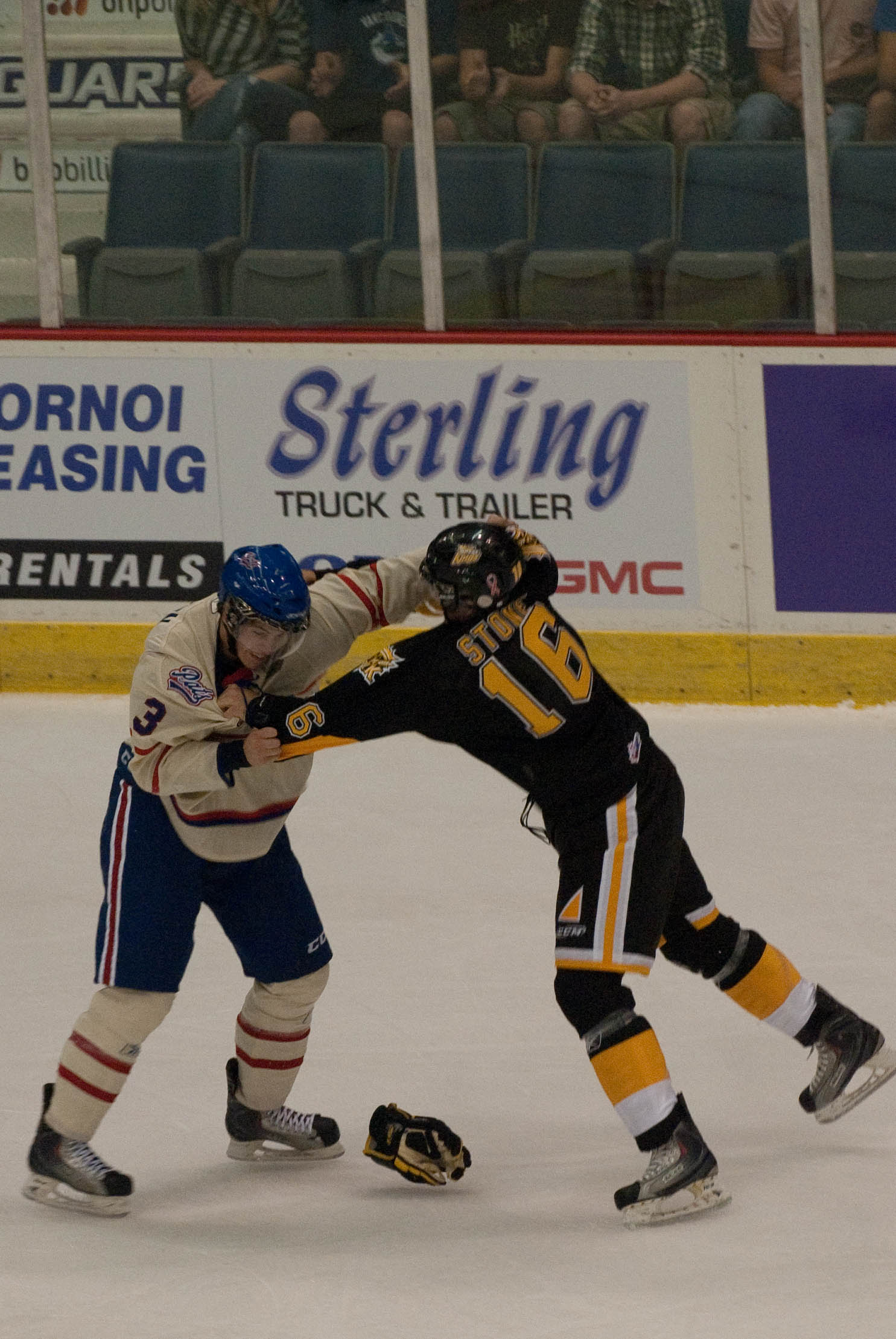
Mark Stone (z prawej) podczas bójki z Brandonem Davidsonem, 2010 rok.

Mark Stone karierę sportową rozpoczął w występującym w lidze Manitoba U-18 'AAA' Hockey League Winnipeg Thrashers, z którym brał udział w Teles Cup 2008, po czym w 2008 roku został zawodnikiem występującego w lidze WHL Brandon Wheat Kings. W sezonie 2008/2009 w fazie zasadniczej rozegrał 56 meczów, w których zdobył 39 punktów (17 goli, 22 asysty) oraz spędził 27 minut na ławce kar, natomiast w fazie play-off rozegrał 12 meczów, w których zdobył 4 punkty (1 gol, 3 asysty) oraz spędził 4 minuty na ławce kar, ponadto zajął 12. miejsce w rankingu debiutantów ligi WHL. W sezonie 2009/2010 z powodu wstrząsu mózgu oraz kontuzji kciuka, w fazie zasadniczej rozegrał zaledwie 39 meczów, w których zdobył 28 punktów (11 goli, 17 asyst) oraz spędził 25 minut na ławce kar, natomiast w fazie play-off rozegrał 15 meczów, w których zdobył 4 punkty (1 gol, 3 asysty) oraz spędził 4 minuty na ławce kar, co miało wpływ na miejsce w drafcie NHL 2010, w którym został wybrany w szóstej rundzie z numerem 178 przez władze Ottawa Senators, został rozpoznany jako silny napastnik ze słabą jazdą na łyżwach. W fazie play-off Królowie Pszenicy przegrali w finale Konferencji Wschodniej rywalizację 4:1 z Calgary Hitmen (zawodnikiem klubu był starszy brat Stone’a, Michael). Mimo tego wystąpili w Memorial Cup 2010, którego byli gospodarzem. W finale turnieju, rozegranym 23 maja 2010 roku na Westman Place w Brandon przegrali z Windsor Spitfires 1:9.
We wrześniu 2010 roku brał udział w swoim pierwszym obozie treningowym Ottawa Senators, po czym wrócił do drużyny Królów Pszenicy. W sezonie 2010/2011, w fazie zasadniczej rozegrał 71 meczów, w których zdobył 106 punktów (37 goli, 69 asyst) oraz spędził 28 minut na ławce kar, co dało mu 1. miejsce w klubie oraz 3. miejsce w klasyfikacji ligi WHL względem liczby zdobytych punktów, a także miejsce w drużynie gwiazd Konferencji Wschodniej WHL. W pierwszej rundzie fazy play-off Królowie Pszenicy przegrali rywalizację 4:2 z Medicine Hat Tigers, kończąc tym samym swoje zmagania w sezonie 2010/2011. Wkrótce wziął udział w swoim drugim obozie treningowym Ottawa Senators, a po podpisaniu 3-letniego kontraktu podstawowego wrócił do drużyny Królów Pszenicy, w której został kapitanem, zastępując w tej funkcji Shayne'a Wiebe, który został zawodnikiem występującego w lidze AHL St. John’s IceCaps, natomiast nowym trenerem klubu został Cory Clouston, który był poprzednio trenerem Ottawa Senators (trenował Stone’a podczas pierwszego obozu treningowego w 2010 roku). Chwalił Stone’a za inteligencję oraz poprawę siły rdzenia w sezonie 2010/2011. W trakcie sezonu 2011/2012 został wybrany do składu drużyny WHL przeciwko drużynie rosyjskich zawodników U-20 podczas Subway Super Series 2011, w którym drużyna WHL wygrała rywalizację 30:26 (0:2, 4:5 – 1:2 po serii rzutów karnych), 10:7, 6:3, 5:2, 5:7 – asysta, zawodnik meczu). W grudniu 2011 roku Stone został wybrany do grona 16 nominowanych do nagrody H. L. (Krug) Crawford Memorial Award za doskonałość sportową w południowo-zachodniej Manitobie.
W sezonie 2011/2012, w którym w fazie zasadniczej rozegrał 66 meczów, w których zdobył 123 punkty (41 goli, 82 asysty) oraz spędził 22 minuty na ławce, natomiast w fazie play-off rozegrał 8 meczów, w których zdobył 6 punktów (2 gole, 4 asysty) oraz spędził 6 minut na ławce kar, zdobył Brad Hornung Trophy, nagrodę dla najbardziej wysportowanego zawodnika ligi WHL oraz wybrany do Drużyny Gwiazd Konferencji Wschodniej WHL, a po zakończeniu sezonu 2011/2012 odszedł z klubu.

### Ottawa Senators
20 kwietnia 2012 roku władze klubu ligi NHL, Ottawa Senators ogłosiły o dołączeniu Stone’a do drużyny Senatorów, w brwach której 21 kwietnia 2012 roku zadebiutował w lidze NHL, w 5 meczu rywalizacji pierwszej rundy fazy play-off, u siebie z New York Rangers (2:0 – asysta Stone’a i Filipa Kuby w 9. minucie przy golu  Jasona Spezzy na 1:0). Jednak z powodu zbyt silnej konkurencji w drużynie Senatorów w latach grał dwukrotnie na wypożyczeniu (2012–2013, 2013–2014) w filialnym klubie Ottawa Senators: w występującym w lidze AHL Binghamton Senators. 6 marca 2013 roku zadebiutował w sezonie zasadniczym ligi NHL, w przegranym 4:5 meczu domowym z Toronto Maple Leafs, natomiast swojego pierwszego gola w lidze NHL zdobył 4 stycznia 2014 roku w wygranym 4:3 po dogrywce meczu domowym z Montreal Canadiens (gol w 14. minucie na 3:1 po pokonaniu bramkarza drużyny przeciwnej Careya Price'a. Łącznie w sezonie 2013/2014, w fazie zasadniczej rozegrał 19 meczów, w których zdobył 8 punktów (4 gole, 4 asysty) oraz spędził 4 minuty na ławce kar.
Natomiast w sezonie 2014/2015 był już podstawowym zawodnikiem drużyny Senatorów, w której wraz z Mikiem Hoffmanem i Curtisem Lazarem stanowił o sile ofensywy. Świetna gra Stone’a spowodowała, że władze klubu 7 listopada 2014 roku ogłosiły o pozostaniu zawodnika w klubie co najmniej do końca sezonu 2014/2015. W fazie zasadniczej rozegrał 80 meczów, w których zdobył 64 punkty (26 goli, 38 asyst, najlepszy wynik wśród debiutantów ex aequo z Johnnym Gaudreau z Calgary Flames) oraz spędził 14 minut na ławce kar, a także wygrał klasyfikację tzw. na wynos (ang. takeaway) – 98, co 23 kwietnia 2015 roku dało mu nominację do Calder Memorial Trophy, nagrody dla najlepszego debiutanta w lidze NHL (nagrodę zdobył Aaron Ekblad z Florida Panthers). 15 kwietnia 2015 roku, podczas domowego meczu pierwszej rundy fazy play-off z Montreal Canadiens (3:4) w starciu z zawodnikiem drużyny przeciwnej P.K. Subbanem, doznał złamania nadgarstka od slashingu (cięcie kijem), w wyniku czego P.K. Subban trafił na 5 minut na ławkę kar, jednak pomimo kontuzji Stone zagrał we wszystkich 6 meczach rywalizacji (2:4), w których zdobył 4 punkty (4 asysty) oraz spędził 2 minuty na ławce kar.
25 czerwca 2015 roku Stone przedłużył kontrakt z Senatorami o 3 lata o wartości 3 500 000 dolarów, przy czym dyrektor generalny klubu, Bryan Murray, nazwał Stone’a „jednym z lepszych graczy drużyny, jeśli nie jednym z najlepszych”.
W sezonie 2015/2016, w fazie zasadniczej rozegrał 75 meczów, w których zdobył 61 punktów (23 punkty, 38 asyst) oraz spędził 38 minut na ławce kar oraz był jednym z najlepszych zawodników, którzy 31 stycznia 2016 roku nie wystąpili w Meczu Gwiazd NHL. 30 marca 2016 roku w wygranym 2:1 meczu domowym z Winnipeg Jets, zawodnik drużyny przeciwnej, Dustin Byfuglien wykonał druzgocący test ciała Stone’owi, który zmusił go do natychmiastowego opuszczenia lodowiska w celu przeprowadzenia testów wstrząsu mózgu. Choć powrócił do gry w tym meczu, w pozostałych meczach sezonu 2015/2016 już nie zagrał.
W sezonie 2016/2017 rozegrał 71 meczów, w których zdobył 54 punkty (22 gole, 32 asysty) oraz spędził 25 minut na ławce kar, a także wygrał klasyfikację tzw. na wynos (ang. takeaway) – 98 (po raz trzeci w rzędu), wyprzedzając o 13 Nicka Schmaltza z Chicago Blackhawks, natomiast w fazie play-off rozegrał 19 meczów, w których zdobył 8 punktów (5 goli, 3 asysty) oraz spędził 20 minut na ławce kar. sezon 2017/2018 mimo długiej przerwy w grze, spowodowanej kontuzją, Stone mógł zaliczyć do udanych (58 meczów, 62 punkty (20 goli, 42 asysty), 10 minut na ławce kar), jednak nie mógł dojść do porozumienia z władzami klubu, Stone złożył wniosek o arbitraż i ostatecznie kontrakt został przedłużony do końca sezonu 2018/2019, po czym mógł odejść z klubu jako wolny agent.

### Vegas Golden Knights

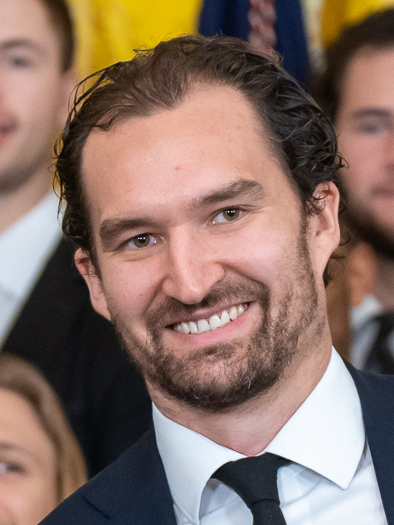
2023

W 2019 roku, po długich spekulacjach i braku porozumienia z Ottawa Senators, wraz z Tobiasem Lindbergiem przeniósł się na zasadzie wymiany do Vegas Golden Knights w zamian za Erika Brannstroma, Oscara Lindberga oraz zawodnika wybranego w drugiej rundzie draftu NHL 2020. 8 marca 2019 roku, w celu pozostania w klubie, oficjalnie podpisał 8-letnie przedłużenie konktaktu o wartości 76 000 000 dolarów (w tym 48 000 000 dolarów premii za podpisanie umowy). Łącznie w sezonie 2018/2019, w fazie zasadniczej rozegrał 77 meczów, w których zdobył 73 punkty (33 gole, 40 asyst) oraz spędził 27 minut na ławce kar, a także wygrał klasyfikację tzw. na wynos (ang. takeaway) – 122, natomiast w fazie play-off rozegrał 7 meczów, w których zdobył 12 punktów (6 goli, 6 asyst) oraz spędził 2 minuty na ławce kar. Za doskonałą dwustronną grę w fazie zasadniczej, 17 kwietnia 2019 roku wraz z Patricem Bergeronem z Boston Bruins oraz Ryanem O’Reillym z St. Louis Blues został nominowany do Frank J. Selke Trophy, nagrody na najlepszego napastnika ligi NHL. Nagrodę zdobył Ryan O’Reilly. 14 kwietnia 2019 roku w wygranym 6:3 meczu domowym z San Jose Sharks pierwszej rundy fazy play-off (3. mecz rywalizacji), po raz pierwszy w swojej karierze zdobył hat tricka (pierwszy hat trick w fazie play-off w historii klubu). Ostatecznie Złoci Rycerze przegrali rywalizację 4:3, kończąc tym samym swoje zmagania w sezonie 2018/2019.
13 stycznia 2021 roku został pierwszym w historii kapitanem Vegas Golden Knights.
5 lutego 2022 roku wystąpił w Meczu Gwiazd NHL.

## Kariera reprezentacyjna

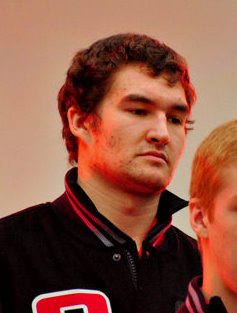
Mark Stone na konferencji prasowej podczas mistrzostw świata juniorów 2012 Elity.

Mark Stone grał w reprezentacji Kanady Zachodniej U-17 podczas World U-17 Hockey Challenge 2009 w Kanadzie, w którym rozegrał 6 meczów, w których zdobył 7 punktów (2 gole, 5 asyst), natomiast reprezentacja Kanady Zachodniej U-17 zakończyła rozgrywki na 4. miejsce.
Z reprezentacją Kanady U-20 wziął udział w mistrzostwach świata juniorów 2012 Elity w Kanadzie. Drużyna Klonowego Liścia rozpoczęła od wygranej 8:1 z reprezentacją Finlandii U-20, 26 grudnia 2011 roku w Rexall Place w Edmonton, w którym Stone zdobył hat tricka (2., 23., 44.minuta) oraz został zawodnikiem meczu swojej drużyny. Drużyna Klonowego Liścia zajęła 3. miejsce po wygranej 4:0 w meczu o 3. miejsce z reprezentacją Finlandii U-20 5 stycznia 2012 roku w Scotiabank Saddledome w Calgary, a Stone zaliczył asystę przy golu Quintona Howdena na 4:0, ustalającego wynik meczu. Łącznie na tym turnieju Stone rozegrał 6 meczów, w których zdobył 10 punktów (3 gole, 7 asyst) oraz spędził 2 minuty na ławce kar, dzięki czemu został uznany przez trenerów za jednego z trzech najlepszych kanadyjskich zawodników turnieju.
Natomiast z seniorską reprezentacją Kanady dwukrotnie uczestniczył w mistrzostwach świata. Na mistrzostwach świata 2016 Elity wraz z drużyną Klonowego Liścia zdobył mistrzostwo świata po wygranej w finale 2:0 z reprezentacją Finlandii 22 maja 2016 roku na CSKA Arena w Moskwie, a Stone na tym turnieju rozegrał 10 meczów, w których zdobył 10 punktów (4 gole, 6 asyst) oraz spędził 6 minut na ławce kar, a także 26 kwietnia 2019 roku został powołany na mistrzostwach świata 2019 Elity na Słowacji, podczas których 10 maja 2019 roku został mianowany następcą kapitana drużyny Klonowego Liścia, Seana Couturiera. Na tym turnieju drużyna Klonowego Liścia przegrała w finale 3:1 z reprezentacją Finlandii 26 maja 2016 roku na Zimný štadión Ondreja Nepelu w Bratysławie, w wyniku czego zdobyła wicemistrzostwo świata, a Stone, który na turnieju rozegrał 10 meczów, w których zdobył 14 punktów (6 goli, 8 asyst) – 5. miejsce ex aequo z Anthonym Manthą, został wybrany MVP oraz do Drużyny Gwiazd turnieju.

## Statystyki

### Klubowe
| 2008/2009  | Brandon Wheat Kings  | WHL        | 56  | 17  | 22  | 39  | 27  | 12 | 1  | 3  | 4  | 4  |
| 2009/2010  | Brandon Wheat Kings  | WHL        | 39  | 11  | 17  | 28  | 25  | 15 | 1  | 3  | 4  | 4  |
| 2010/2011  | Brandon Wheat Kings  | WHL        | 71  | 37  | 69  | 106 | 28  | 6  | 1  | 9  | 10 | 4  |
| 2011/2012  | Brandon Wheat Kings  | WHL        | 66  | 41  | 82  | 123 | 22  | 8  | 2  | 4  | 6  | 6  |
| 2011/2012  | Ottawa Senators      | NHL        | –   | –   | –   | –   | –   | 1  | 0  | 1  | 1  | 0  |
| 2012/2013  | Binghamton Senators  | AHL        | 54  | 15  | 23  | 38  | 14  | 3  | 1  | 2  | 3  | 0  |
| 2012/2013  | Ottawa Senators      | NHL        | 4   | 0   | 0   | 0   | 2   | 1  | 0  | 0  | 0  | 0  |
| 2013/2014  | Binghamton Senators  | AHL        | 37  | 15  | 26  | 41  | 6   | 4  | 1  | 3  | 4  | 0  |
| 2013/2014  | Ottawa Senators      | NHL        | 19  | 4   | 4   | 8   | 4   | –  | –  | –  | –  | —  |
| 2014/2015  | Ottawa Senators      | NHL        | 80  | 26  | 38  | 64  | 14  | 6  | 0  | 4  | 4  | 2  |
| 2015/2016  | Ottawa Senators      | NHL        | 75  | 23  | 38  | 61  | 38  | –  | –  | –  | –  | —  |
| 2016/2017  | Ottawa Senators      | NHL        | 71  | 22  | 32  | 54  | 25  | 19 | 5  | 3  | 8  | 20 |
| 2017/2018  | Ottawa Senators      | NHL        | 58  | 20  | 42  | 62  | 10  | –  | –  | –  | –  | —  |
| 2018/2019  | Ottawa Senators      | NHL        | 59  | 28  | 34  | 62  | 22  | –  | –  | –  | –  | —  |
| 2018/2019  | Vegas Golden Knights | NHL        | 18  | 5   | 6   | 11  | 5   | 7  | 6  | 6  | 12 | 2  |
| 2019/2020  | Vegas Golden Knights | NHL        | 65  | 21  | 42  | 63  | 27  | 20 | 7  | 10 | 17 | 6  |
| 2020/2021  | Vegas Golden Knights | NHL        | 55  | 21  | 40  | 61  | 28  | 19 | 5  | 3  | 8  | 0  |
| 2021/2022  | Vegas Golden Knights | NHL        | 28  | 8   | 20  | 28  | 8   | –  | –  | –  | –  | —  |
| WHL Ogółem | WHL Ogółem           | WHL Ogółem | 232 | 106 | 190 | 296 | 102 | 41 | 5  | 19 | 24 | 18 |
| NHL Ogółem | NHL Ogółem           | NHL Ogółem | 532 | 178 | 296 | 474 | 183 | 73 | 23 | 27 | 50 | 30 |
| AHL Ogółem | AHL Ogółem           | AHL Ogółem | 91  | 30  | 49  | 79  | 20  | 7  | 2  | 5  | 7  | 0  |

### Reprezentacyjne
| Rok                | Drużyna               | Turniej            | Miejsce            |    | M  | G  | A  | Pkt | Min |
| ------------------ | --------------------- | ------------------ | ------------------ | -- | -- | -- | -- | --- | --- |
| 2009               | Kanada Zachodnia U-17 | WHC-17             | 4                  | 6  | 2  | 5  | 7  | 0   |     |
| 2012               | Kanada U-20           | MŚJ                |                    | 6  | 7  | 3  | 10 | 2   |     |
| 2016               | Kanada                | MŚ                 |                    | 10 | 4  | 6  | 10 | 6   |     |
| 2019               | Kanada                | MŚ                 |                    | 10 | 8  | 6  | 14 | 0   |     |
| Ogółem jako junior | Ogółem jako junior    | Ogółem jako junior | Ogółem jako junior | 12 | 9  | 8  | 17 | 2   |     |
| Ogółem jako senior | Ogółem jako senior    | Ogółem jako senior | Ogółem jako senior | 20 | 12 | 12 | 24 | 6   |     |

## Sukcesy

### Zawodnicze
Brandon Wheat Kings
- Finał Memorial Cup: 2010

Reprezentacyjne
- Brązowy medal mistrzostw świata juniorów: 2012
- Mistrzostwo świata: 2016
- Wicemistrzostwo świata: 2019

### Indywidualne
- Mecz Gwiazd NHL: 2022
- Drużyna debiutantów NHL: 2015
- Drużyna gwiazd WHL: 2011, 2012
- Zawodnik Roku CHL: 2012
- Brad Hornung Trophy: 2012
- WHL Plus-Minus Award: 2012
- MVP mistrzostw świata: 2019
- Drużyna gwiazd mistrzostw świata: 2019

## Życie prywatne
Mark Stone jest synem Roba i Jackie. Ma starszego brata Michaela (ur. 1990), również hokeistę, z którym grał podczas Memorial Cup 2010 (Mark grał w barwach Brandon Wheat Kings, Michael w barwach Calgary Hitmen). Uczęszczał do Westwood Collegiate w Winnipeg. Po raz pierwszy grali przeciwko sobie w lidze NHL 31 stycznia 2015 roku. Drużyna Senatorów (w której wówczas grał Mark) wygrał Arizona Coyotes (w której wówczas grał Michael) 7:2.